# Heteropatriarchat
Treść tego artykułu od 2025-01 może nie być zgodna z zasadami neutralnego punktu widzenia.
 Po wyeliminowaniu niedoskonałości należy usunąć szablon [[Szablon:Dopracować|]] z tego artykułu.
Heteropatriarchat (ang. heteropatriarchy), cisheteropatriarchat (ang. cisheteropatriarchy) – feministyczne określenie systemu społeczno-politycznego, w którym cispłciowi heteroseksualni mężczyźni mają władzę nad osobami LGBT i kobietami. Bliskie jest mu pojęcie heteropaternalizmu (z ang. heteropaternalism), który zakłada, że to ojciec (a nie matka lub oboje rodziców) jest przywódcą i centralną siłą rodzinnego gospodarstwa domowego i jest odpowiedzialny za wszelkie ustalenia społeczne. 

## Założenia i historia
Według tej koncepcji przez władzę cispłciowych heteroseksualnych mężczyzn osoby LGBT i kobiety są dyskryminowane, a dyskryminacja osób LGBT ma takie same korzenie jak dyskryminacja kobiet. Ta koncepcja głosi, że jako system społeczny, heteropatriarchat postrzega heteroseksualność i patriarchat jako normalne, podczas gdy inne opcje są uważane za nienormalne. Normalizacja heteropatriarchatu ma utrwalać środowisko ucisku i nierówności dla mniejszości rasowych i seksualnych. Poza europejskim kręgiem kulturowym występował w dawnych Chinach, a według niektórych teorii jego korzeni we współczesnej cywilizacji zachodniej można szukać w starożytnej Grecji oraz Imperium Rzymskim.  Ideologia heteropatriarchatu była promowana poprzez kolonizację i rozprzestrzenianie się kultury eurocentrycznej, osiągając hegemonię na całym świecie i usuwając inne systemy płci, a także inne sposoby rozumienia społeczeństwa, płci lub erotyzmu.